# Jolene (filme)
Jolene (mesmo título no Brasil) é um filme norte-americano de drama dirigido por Dan Ireland e escrito por Dennis Yares e Michael Gilio, baseados no conto "Jolene: A Life" de E. L. Doctorow e inspirado na música de mesmo nome de Dolly Parton. Jessica Chastain interpretou a personagem-título em sua estreia no cinema. A história acompanha por dez anos a vida de Jolene, uma jovem de quinze anos de idade que parte em uma viagem pelo interior dos Estados Unidos e acaba conhecendo diversas pessoas diferentes em sua jornada. O filme estreou no Festival Internacional de Cinema de Seattle em 13 de junho de 2008, porém só foi lançado comercialmente nos Estados Unidos em 29 de outubro de 2010.

## Sinopse
A órfã de 15 anos, Jolene, se liberta de um orfanato, casando-se com Mickey, um nerd de 20 anos. Eles moram com o tio Phil de Mickey e tia Kay. Na noite anterior ao seu décimo sexto aniversário, Jolene pergunta a Mickey sobre sua mãe, mas ele a rejeita e começa a chorar. Para fazê-lo se sentir melhor, ela o seduz, mas a inexperiência de Mickey leva a sexo desconfortável e sem alegria. No dia seguinte, Mickey e tio Phil desejam a Jolene um "feliz aniversário" com a tia Kay pedindo a Jolene para limpar o chão. Tio Phil mais tarde entra quando Jolene está limpando o chão, é despertada e eles fazem sexo. Eles começam um caso apaixonado, e Phil promete construir uma casa para os dois, mas pede a Jolene para manter seu relacionamento em segredo. Ao pegar Phil e Jolene na cama, tia Kay joga Jolene fora de casa. Mickey, Phil e Kay discutem violentamente, e Mickey mais tarde se atira de uma ponte.
Tia Kay colocou Jolene em uma instituição psiquiátrica juvenil, onde conhece Cindy, uma enfermeira psiquiátrica. Jolene, uma talentosa artista, pede papel e lápis de cor para desenhar. Seu pedido é negado, mas ela é autorizada a lápis de cera e inicia um pequeno negócio que vende retratos de lápis de cera para seus colegas pacientes. Jolene é chamada para testemunhar contra o tio Phil e é condenado a dezoito meses de prisão por estupro. Cindy, uma lésbica, imediatamente se apaixona por Jolene e isso culmina em outro caso. Cindy tira Jolene do hospital psiquiátrico e a esconde em seu apartamento. Usando o dinheiro de seus retratos, Jolene sai e entra em um ônibus a oeste da Carolina do Sul. Jolene recorre a carona para o oeste, sustentando-se pela prostituição.
Jolene acaba no Arizona, trabalhando como garçonete em um restaurante ao ar livre. Lá, ela conhece Coco Leger, um tatuador e aspirante a músico. Um relacionamento floresce entre eles e Jolene se torna uma tatuadora no salão de Coco. Depois de duas semanas de namoro, Jolene se muda com Coco e ele a convence a se casar. Depois que ele desmaia durante o sexo, Coco é revelado ter um vício em cocaína, apoiando seu hábito e o salão ao traficar cocaína. Uma noite, uma jovem entra na sala e se declara sua esposa, Marin. Ela apresenta seu filho, Coco Jr. Coco retorna e é confrontado por ambas as mulheres antes que ele saia com Marin e o bebê. Jolene destrói a sala, joga a cocaína em uma mesa, rouba o dinheiro da droga e joga o anel no centro da cocaína, antes de discar 911 e fugir do local.
Jolene mais tarde está em Las Vegas, trabalhando como dançarina erótica quando conhece Sal Fontaine, um mafioso. Ele gosta dela e a convida a parar de dançar e se mudar para seu condomínio. Jolene desfruta de uma vida de luxo com Sal, indo a jantares sofisticados e explorando seu talento como artista. Uma noite, Sal exige que Jolene se vista, desça as escadas e espere por ele. Ela adormece no restaurante e volta silenciosamente ao condomínio para encontrar Sal morto e a multidão procurando por ela. Jolene escapa e acaba pedindo carona em um caminhão para Tulsa.
Em Tulsa, Jolene encontra trabalho como recepcionista de banquetes. Ela conhece Brad Benton, filho de uma família rica. Ele a persegue incansavelmente, enviando flores para o local de trabalho e encantando-a para encontros. Exteriormente religioso, mas irritantemente arrogante, ele é rude, qualificado e exigente para todos. Brad pressiona Jolene a se casar rapidamente e a estupra analmente na noite de núpcias. Quando Jolene engravida, Brad a interroga sobre quantas pessoas com quem ela fez sexo; quando ela se recusa a obedecer, ele a dá um tapa na cara. Depois que o bebê nasce, os pais de Brad investigam o passado de Jolene e o informam. Ele então brutalmente a ataca, danificando permanentemente suas cordas vocais. Ela tenta sair e levar Brad Jr., mas um advogado de violência doméstica se recusa a aceitar seu caso devido ao seu passado. Enquanto fica em um abrigo para mulheres agredidas, a polícia vem prender Jolene por seqüestro e Brad recebe uma anulação. Jolene é condenada pelo seqüestro e tem permissão para visitas supervisionadas. Ela decide sair da vida de seu bebê enquanto ele é criança, raciocinando que ele pode imaginar sua mãe como alguém.
Finalmente, Jolene acaba em Los Angeles, trabalhando como ilustradora de quadrinhos para uma empresa de romances gráficos, onde incorpora eventos de sua vida em seu trabalho. Em sua narração final, ela revela que sonha em ser atriz e que um estúdio de cinema pode querer usá-la. Ao ver uma mulher andando com seu filho pela rua, Jolene se imagina uma atriz famosa retornando a Tulsa em uma limusine para visitar seu filho e felizmente sai de cena.[carece de fontes?]

## Elenco
- Jessica Chastain como Jolene
- Frances Fisher como Cindy
- Rupert Friend como Coco Leger
- Dermot Mulroney como Tio Phil
- Zeb Newman como Mickey
- Denise Richards como Marin Leger
- Theresa Russell como Tia Kay
- Michael Vartan como Brad
- Chazz Palminteri como Sal
- Jose Rosete como Sid
- Sally Jo Bannow como Laura Kennedy
- Avi Angel e Asher Angel como Brad Jr., aos 7 meses e 5 anos, respectivamente.

## Recepção
O filme recebeu uma reação crítica mista. O Rotten Tomatoes dá uma pontuação de 48% com base em 21 avaliações, com uma classificação média de 4.89/10.